# Daniel Chanoch

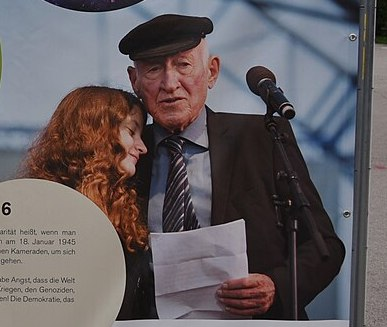
Daniel Chanoch und seine Enkelin, Fest der Freude 2016

Daniel Chanoch (hebräisch דניאל חנוך Daniʾel Ḥanokh; geboren am 2. Februar 1932 in Kaunas, Litauen; gestorben am 30. September 2024 in Israel) war ein israelischer Überlebender von sechs Konzentrationslagern litauischer Herkunft. Er wirkte als Zeitzeuge des Holocaust und war 2016 Hauptredner beim Fest der Freude am Wiener Heldenplatz.

## Leben
Daniel Chanoch war neun Jahre alt, als die Nationalsozialisten in seiner Heimat Litauen einmarschierten. Seine Familie und er wurden 1941 aus ihrem Zuhause vertrieben und in das Ghetto Kaunas verschleppt. Im Juli 1944 wurde das Ghetto aufgelöst und die Häftlinge in andere Konzentrationslager verbracht. Über das KZ Stutthof, in dem seine Mutter und Schwester zurückblieben, kam er in ein Außenlager des KZ Dachau, wo er von Vater und Bruder getrennt wurde. Danach war der 12-jährige Junge auf sich allein gestellt.
Die Lager-SS selektierte 131 Kinder und Jugendliche im Alter von 11 bis 15 Jahren, darunter Daniel Chanoch, und deportierte sie in das KZ Auschwitz-Birkenau. In der Kindergruppe entwickelte sich enormer Zusammenhalt und wechselseitige Solidarität – um ja nicht getrennt zu werden. Zwei Drittel dieser Kinder überlebten Auschwitz-Birkenau nicht; sie wurden von NS-Schergen ermordet. Als das Konzentrationslager geräumt wurde, weil die Rote Armee vorrückte, schickte die Lager-SS die KZ-Häftlinge auf Todesmärsche ins Reichsinnere. Daniel Chanoch und die anderen überlebenden Kinder der Gruppe gelangten ins KZ Mauthausen. Er wurde am 5. Mai 1945 aus dem Außenlager Gunskirchen befreit. Damals war Daniel Chanoch dreizehn Jahre alt. Er hatte sechs Konzentrationslager überlebt. Er sagte über Gunskirchen:

„Es war der schrecklichste Platz. Ich kam Mitte April ins Lager nach Gunskirchen. 20.000 Leute kamen an, im Mai bei der Befreiung waren 5.000 übrig.“

Seine Eltern und auch seine Schwester waren von den Nationalsozialisten ermordet worden. Nach einer Odyssee traf Daniel Chanoch in Italien seinen Bruder Uri. Er machte sich auf den Weg nach Palästina und begann dort ein neues Leben. Er wurde zweifacher Vater und vielfacher Großvater. 
2016 trat er mit seiner Enkeltochter beim Fest der Freude am Wiener Heldenplatz auf, ebendort, wo Adolf Hitler 1938 den Anschluss Österreichs an das nationalsozialistische Deutsche Reich verkündet hatte. Er sah es als Pflicht, seine Geschichte in Schulen zu erzählen. Er schrieb ein Buch und erzählte darin „von der Hilfe Unbekannter, vom Teilen der Körperwärme im kalten Winter, von der Kraft der Freundschaft, die die Jahre überdauerte“. Er ermöglichte einen Film über sein Überleben, der 2023 fertig gestellt wurde.
Die noch Lebenden der „Gruppe der 131“ treffen einander regelmäßig, mindestens einmal im Jahr.
Daniel Chanoch starb mit 92 Jahren Ende September 2024 in Israel. Er wurde in Karmei Josef begraben.

## Rede
- Rede des KZ-Überlebenden Daniel Chanoch, Fest der Freude 2016

## Buch
- Daniel Chanoch, Arik Gordin, Amia Lieblich, Rachel Chanoch: Erzählen um zu leben. Das Leben ist eine Frage von Sekunden und Millimetern, Edition Mauthausen, 2021, ISBN 978-3-902605-28-3, (ursprünglich auf Hebräisch von Carmel Publishing House in Israel veröffentlicht, ebenfalls 2021)

## Film
- A Boy’s Life, Dokumentarfilm, Österreich 2023 (digital, 96 min, eOmdU)